# قسم ماجين الريفي (مقاطعة درة شهر)
قسم ماجين الريفي (بالفارسية: دهستان ماژین) هي قسم تقع في إيران في Majin District. يقدر عدد سكانها بـ 3,166 نسمة .